# Stenkløver
Stenkløver (Melilotus) er en slægt med 19 arter, som oprindeligt var udbredt i Europa og Asien, men som nu er naturaliseret over det meste af verden. Det er 2-årige planter med en opret, stærkt forgrenet vækst. Stænglerne er glatte og lidt furede, og de forvedder helt i løbet af efteråret. Bladene sidder spredt, og de er trekoblede med elliptiske småblade. Småbladene har mere eller mindre takket rand. Blomsterne er typiske ærteblomster, der sidder samlet i endestillede, oprette klaser. Frugterne er bælge med få frø. Her beskrives kun de arter, som er vildtvoksende i Danmark, eller som bliver dyrket her.
Medikamenterne warfarin og phenprocoumon er derivater af kumarin, som udvindes af stenkløveren.
| Beskrevne arter |

- Hvid stenkløver (Melilotus albus)
- Høj stenkløver (Melilotus altissimus)
- Markstenkløver (Melilotus officinalis)
- Strandstenkløver (Melilotus dentatus)

| Øvrige arter |

- Melilotus elegans
- Melilotus hirsutus
- Melilotus indicus
- Melilotus infestus
- Melilotus italicus
- Melilotus macrocarpus
- Melilotus polonicus
- Melilotus segetalis
- Melilotus siculus
- Melilotus speciosus
- Melilotus spicatus
- Melilotus suaveolens
- Melilotus sulcatus
- Melilotus tauricus
- Melilotus wolgicus